# Carlo Thränhardt
Carlo Thränhardt (* 5. Juli 1957 in Bad Lauchstädt, Kreis Merseburg, DDR) ist ein ehemaliger deutscher Leichtathlet im Hochsprung.

## Sportliche Laufbahn
Carlo Thränhardt, dessen Eltern schon vor dem Bau der Mauer die DDR verlassen hatten, gehörte zunächst dem Sportverein ASV Köln, später der LG Bayer Leverkusen und dem OSC Berlin an. Er hatte bei einer Größe von 1,99 m ein Wettkampfgewicht von 85 kg.
Seine erste internationale Medaille gewann er mit Silber bei den Halleneuropameisterschaften 1981 in Grenoble. Bei den Halleneuropameisterschaften 1983 sicherte er sich seinen einzigen internationalen Titel, als er 2,32 m übersprang. Es folgten drei weitere Silbermedaillen bei den Halleneuropameisterschaften, 1984, 1986 und 1987. Bei den Europameisterschaften 1986 wurde er Dritter hinter Igor Paklin und Sergei Maltschenko.
Am 26. Februar 1988 stellte er in der Schöneberger Sporthalle in Berlin mit 2,42 m einen Hallenweltrekord auf, der als einmaliger Sonderfall auch als Freiluftweltrekord anerkannt wurde, da er die Einstellung des Rekordes von Patrik Sjöberg bedeutete. 1991 wurde er wieder in den Freiluft-Rekordlisten gestrichen, blieb jedoch als Hallenweltrekord erhalten und ist bis dato 2010 nach Javier Sotomayors Weltrekord von 2,43 m aus dem Jahre 1989 die zweitbeste jemals in der Halle erzielte Leistung. Seine persönliche Bestleistung in Freiluftwettbewerben stellte er mit 2,37 m am 2. September 1984 in Rieti auf, sie ist gleichzeitig deutscher Rekord (Stand: Dezember 2023).
1986 und 1991 war er Deutscher Meister im Hochsprung, sechsmal wurde er Vizemeister. Thränhardt ist zweifacher Olympiateilnehmer. 1984 in Los Angeles beim Sieg von Dietmar Mögenburg wurde er mit übersprungenen 2,15 m Zehnter des Finalkampfes, hatte jedoch in der Qualifikation sogar 2,24 m überquert. Etwas besser schnitt er 1988 in Seoul ab, konnte in einem hochklassigen Wettkampf jedoch als Siebter mit 2,31 m nicht an den mit 2,38 m olympischen Rekord springenden Sieger Hennadij Awdjejenko heranreichen.
1993 beendete er seine aktive Karriere und wurde TV-Moderator, Buchautor und trat immer öfter als Keynote-Speaker und Talkgast bei Unternehmen auf. Seine Vortragsthemen waren neben Motivation, Ziele, Lust auf Leistung auch Fair Play (Doping) und Work-Life-Balance.
Beim Internationalen Hochsprung-Meeting Eberstadt sprang Thränhardt 2012 mit 1,87 Meter einen neuen Weltrekord in der Altersklasse M55. Beim 17. Bühler Hochsprungmeeting steigerte er seine Weltbestleistung am 21. Juni 2013 auf 1,89 Meter, und am 23. August 2013 beim 35. Internationales Hochsprung-Meeting Eberstadt weiter auf 1,90 m.
Am 12. Februar 2015 wurde Carlo Thränhardt vom Deutschen Tennis Bund in den Trainer- und Betreuerstab des Davis-Cup-Teams als neuer Fitness- und Mentalcoach berufen. Schon seit mehreren Jahren betreut er einige der besten deutschen Tennisspieler auf der Allwetter-Sportanlage in München-Unterföhring. Von 1993 bis 1996 war Carlo Thränhardt an der Seite von Boris Becker für dessen Athletik und Fitness verantwortlich.

## Privatleben und Weiteres
2004 war Carlo Thränhardt in den Schlagzeilen, weil er in der RTL-Sendung Ich bin ein Star – Holt mich hier raus! auftrat. Er war mit seiner langjährigen Lebensgefährtin, der Zahnärztin Constanze Linge (später Linge-Thränhardt) von Mai 2010 bis zu ihrem Tod im Januar 2019 verheiratet. Der gemeinsame Sohn wurde 1999 geboren.
Im Jahre 2019 lernte er seine neue Lebensgefährtin kennen, mit der er seit 2022 eine Tochter hat. Die Familie lebt in München.

## Medaillen bei internationalen Wettbewerben
- Silber mit 2,25 m bei den Halleneuropameisterschaften 1981
- Gold mit 2,32 m bei den Halleneuropameisterschaften 1983
- Silber mit 2,30 m bei den Halleneuropameisterschaften 1984
- Silber mit 2,31 m bei den Halleneuropameisterschaften 1986
- Bronze mit 2,31 m bei den Europameisterschaften 1986
- Silber mit 2,36 m bei den Halleneuropameisterschaften 1987

## Schriften
- Helden auf Zeit. Gespräche mit Olympiasiegern. Kiepenheuer & Witsch, Köln 1994, ISBN 3-462-02372-1 (zusammen mit Irmgard Stoffels).